# Джокич, Милан
Милан Джокич (серб. Милан Ђокић; род. 12 сентября 1997, Лесковац) — сербский футболист, нападающий.

## Карьера
18 января 2019 года перешёл в сербский клуб «Златибор». 31 июля 2020 года в матче против клуба «Спартак» Суботица дебютировал в сербской Суперлиге.
15 июля 2021 года стал игроком северомакедонского клуба «Бреалница» Штип.
28 июня 2024 года подписал контракт с клубом «Шахтёр» Караганда. 29 июня 2024 года в матче против клуба «Кызыл-Жар» дебютировал в чемпионате Казахстана.

## Достижения
«Златибор» Чаетина
- Чемпион Первой лиги Сербии: 2019/20

## Клубная статистика
| Игровая карьера | Игровая карьера    | Игровая карьера | Лига | Лига | Кубки | Кубки | Межд. | Межд. | Др. | Др. |
| --------------- | ------------------ | --------------- | ---- | ---- | ----- | ----- | ----- | ----- | --- | --- |
| 2020/21         | Златибор           | А               | 15   | 3    | 1     | 0     | —     | —     | —   | —   |
| 2020/21         | ТСЦ                | А               | 2    | 0    | —     | —     | —     | —     | —   | —   |
| 2021/22         | ТСЦ                | А               | —    | —    | —     | —     | —     | —     | —   | —   |
| 2021/22         | Брегалница (Штип)  | А               | 22   | 0    | 1     | 1     | —     | —     | —   | —   |
| 2022/23         | Брегалница (Штип)  | А               | 23   | 1    | 1     | 0     | —     | —     | —   | —   |
| 2023/24         | Дубочица           | Б               | 30   | 4    | —     | —     | —     | —     | —   | —   |
| 2024            | Шахтёр (Караганда) | А               | 10   | 1    | 2     | 1     | —     | —     | —   | —   |